# ザ・ドネイズ
ザ・ドネイズ （Donays）はミシガン州デトロイト出身の1960年代のリズム・アンド・ブルース・ガール・グループ。1961年にシングル"Devil in His Heart"（リチャード・ドラプキン作曲）/"Bad Boy"を発表した。同曲はジョージ・ハリスンに見いだされ、1963年に『デヴィル・イン・ハー・ハート』としてビートルズにカバーされたことによって有名になり（アルバム『ウィズ・ザ・ビートルズ』収録）、ザ・ドネイズの名前もポピュラー音楽史に名をとどめることとなった。
グループのリードシンガーはYvonne Verneeだった。